# آلتن‌کیرشن، کوسل
التنکیرچن، کاسل (به آلمانی: Altenkirchen, Kusel) یک شهر در آلمان است که در راینلاند-فالتس واقع شده‌است.

## خصوصیات
التنکیرچن ۶٫۴۴ کیلومترمربع مساحت دارد ۲۹۷ متر بالاتر از سطح دریا واقع شده‌است.